# Marcapatiana emmrichi
Marcapatiana emmrichi är en insektsart som beskrevs av Nielson 1979. Marcapatiana emmrichi ingår i släktet Marcapatiana och familjen dvärgstritar. Inga underarter finns listade i Catalogue of Life.